# Jessika Muscat
Jessica Muscat (Mosta, Malta, 27 de febrero de 1989), más conocida como Jessika es una cantante maltesa que representó a San Marino en el Festival de la Canción de Eurovisión 2018 con la canción «Who We Are» junto a la cantante alemana Jenifer Brening.

## Trayectoria
Jessica ha desarrollado su carrera musical en su país natal, Malta, donde ha intentado representar al país en el Festival de la Canción de Eurovisión en numerosas ocasiones desde 2008, llegando a la final televisada del Malta Eurovision Song Contest en 2008, 2011, 2013, 2014, 2015 y 2016. En 2017 se presenta al talent show 1 in 360, organizado por SMRTV (Radio y Televisión de San Marino) y el 3 de marzo de 2018 gana la final del concurso consiguiendo así ser la representante del país en Lisboa.

## Discografía

### Álbum
- 2009: Home Run

### Singles
- 2008: Tangled
- 2008: Sweet Temptation
- 2009: I’m a lil’ bit crazy
- 2011: Down Down Down
- 2012: Dance Romance
- 2013: Ultra Violet
- 2014: Hypnotica
- 2014: Fandango
- 2016: The Flame
- 2018: Who We Are